# John Bark
John Johan Anders Bark, född 28 maj 1958, är en svensk grafisk formgivare. 
John Bark är son till reklamtecknaren Stig Bark och illustratören Jane Bark.  Han var 1983–1988 verksam som designer i New York, (Milton Glaser, Walter Bernard, WBMG och (Ad) Esquire magazine) och har därefter bedrivit egen verksamhet. Han har främst arbetat med formgivning av dagstidningar och tidskrifter. Bark har bland annat utarbetat ny design för Dagens Nyheter, Helsingin Sanomat, Borås Tidning, Vasabladet och Dagbladet och en rad andra publikationer. 2001 utsågs hans företag Barkdesign med 11 anställda till DI-Gasell och var det första grafiska designföretaget att få den utmärkelsen. 2002 lade Bark ner verksamheten för att fortsätta som designkonsult övervägande i Finland med många finska och finlandssvenska medieföretag som kunder. 
Bark grundade senare online-museet och e-handelsajten mogarts.se tillsammans med sin syster Molly Bark. Där säljs posters och tryck; basen är moderns stora samling originalillustrationer. Han har författat fackhandboken Från ett tidningshuvud och thrillern Pappersvargen som utgivits som pocket samt som ljudbok och e-bok (Egmont förlag).